# TIGHT-BREAK
《TIGHT-BREAK》是日本搖滾樂團SPYKE的第5張單曲。1997年5月21日由King Records發行。

## 概要
《TIGHT-BREAK》是搖滾樂團SPYKE移籍King Records之後發行的首張單曲。1997年4月至9月在東京電視台播出的電視動畫《HARELUYA II BØY》與B面歌曲「WORDS OF FREE」分別當作片頭主題曲和前半季片尾主題曲（第13話為止）使用。
《TIGHT-BREAK》也是他們唯一和最後有進入Oricon排名100名以內的單曲。而《TIGHT-BREAK》這個名稱則是來自網球比賽打入延長賽時的用語「TIE-BREAK」。

## 收錄歌曲
所有歌曲由柴田浩之、倉增啓作詞，森川浩憲作曲。
1. TIGHT-BREAK
  - 編曲：矢吹俊郎
  - 東京電視台電視動畫《HARELUYA II BØY》片頭主題曲
2. WORDS OF FREE
  - 編曲：大平勉
  - 東京電視台電視動畫《HARELUYA II BØY》前半季片尾主題曲
3. TIGHT-BREAK（inst.）
4. WORDS OF FREE（inst.）

## 來源
1. 1 2  . ORICON STYLE.   [2017-01-30] （日语）.
2. ↑  出自《STARCHILD SELECTION音樂篇（TV作品集）》CD歌曲集的封面小冊子，第20頁，2000年1月28日發行。